# Peg Plunkett
Margaret "Peg" Plunkett, även kallad Margaret Leeson, född 1727, död 1797, var en irländsk bordellmadam. Hon drev under trettio år en av de mest berömda bordellerna i Dublin, och blev känd som segrare i rätten över det ökända gänget Pinking Dindies, som brukade råna bordeller. Hon utgav också sina memoarer.